# Rullstolstennis

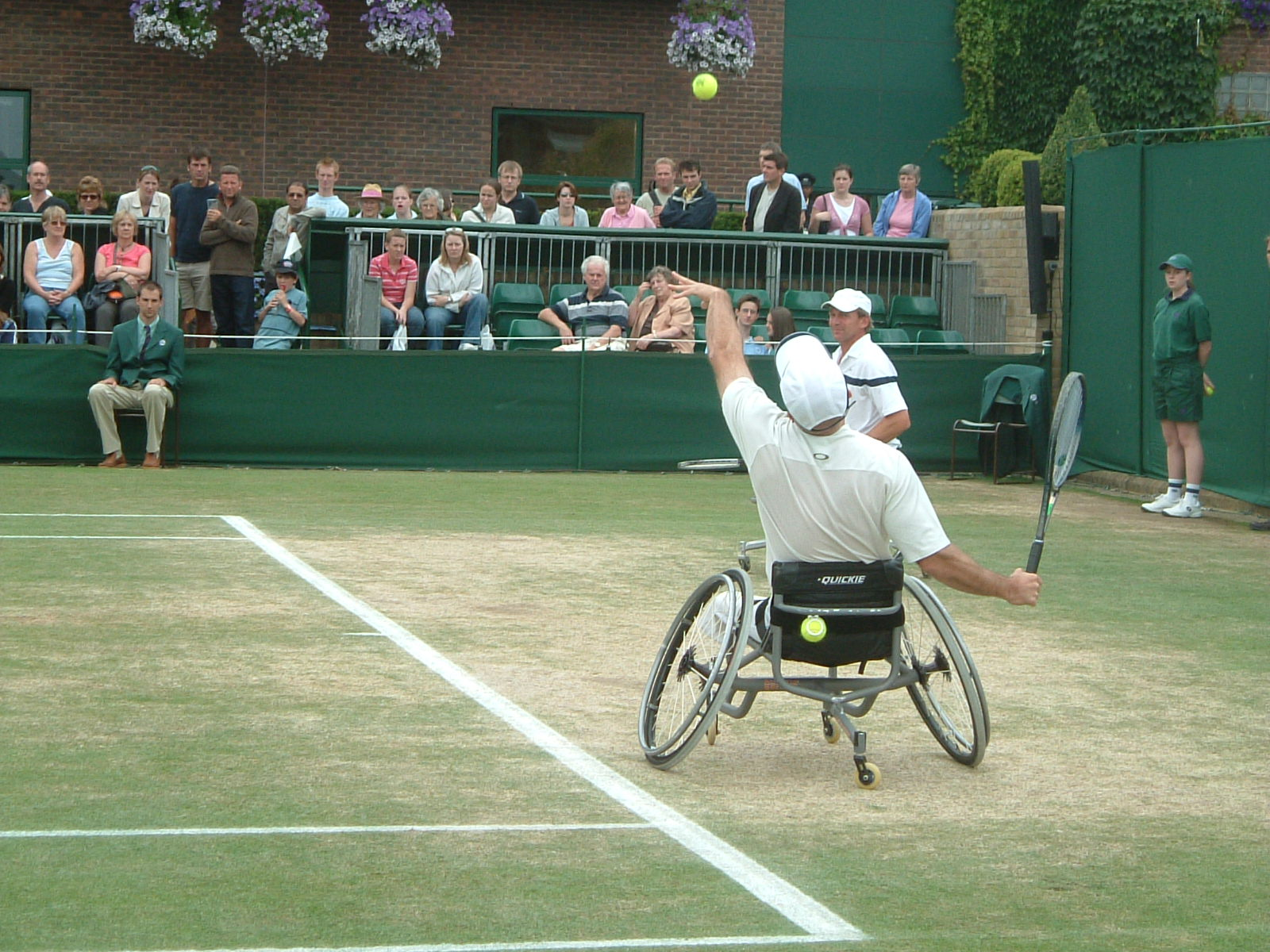
Rullstolstennis under Wimbledon.

Rullstolstennis är en form av tennis för funktionshindrade personer. Sporten ingår sedan 1992 i de Paralympiska sommarspelen. I Sverige administreras den av Svenska Tennisförbundet.

## Historia

### Ursprung
Dagens omfattande verksamhet började 1976 när den amerikanske skidakrobaten Brad Parks i samband med skidträning blev svårt skadad och därefter rullstolsburen. Parks sökte därefter aktivt efter en lämplig idrott som ersättning för skidåkningen. Bland annat prövade han tennis och märkte att han, trots sitt rörelsehinder, hade goda möjligheter att spela. Han insåg att rullstolen behövde modifieras för maximal rörlighet. Han fick hjälp av sin personlige assistent Jeff Minnenbraker, som tillika var rullstolsfabrikant, att tillverka en lätt, stabil och rörlig rullstol.

### Utveckling
Under de närmaste åren spreds rullstolstennisen snabbt i USA och 1980 bildades the "National Foundation of Wheelchair tennis". Brad Parks blev dess förste ordförande. Samma år spelades "US Open Wheelchair Tennis Championship". Totalt var vid den tiden cirka 300 aktiva spelare registrerade. Från USA spreds spelet till Europa. År 1981 introducerades rullstolstennis i Frankrike. Till Japan, Australien och England kom spelet 1984.
Från 1985 spelas Invacare World Team Cup enligt samma modell som Davis Cup. År 1999 deltog 41 nationer i cupen. Ett antal andra större tävlingar har kommit till som "Japan Open" (1985) och "French Open" (1986). År 1987 blev sporten accepterad som gren i Paralympiska spelen. Första gången rullstolstennis spelades som OS-gren var 1992, då Randy Snow (USA) och Monique van den Bosch, Nederländerna, blev dubbla guldmedaljörer.
År 1988 bildades the International Wheel Chair Tennis Federation (IWCTF) med åtta medlemsländer (Australien, Kanada, Frankrike, England, Nederländerna, Israel, Japan, och USA). År 1997 blev IWCTF en avdelning inom the International Lawn Tennis Federation (ITF). Från 1989 möjliggör ständigt växande summor som prispengar en professionell gren inom idrotten.
Rullstolstennis är numera en etablerad och erkänd idrott. Reklam för idrotten i form av uppvisningsspel görs i internationella tennissammanhang, bland annat Davis Cup och Federation Cup.
Rullstolstennis tilldrar sig alltmer uppmärksamhet som publiksport, långt ifrån bara bland rörelsehindrade, på grund av den mycket höga nivån på spelet. För närvarande (2020) rankas Shingo Kunieda, Japan, bland herrar och Diede de Groot, Nederländerna, bland damer, som världsettor.

### Historik
1977 Året efter att rullstolstennisen föddes som en sport, arrangerade Parks och Minnenbraker en turnering i det nya spelet i Kalifornien, vilket lockade 20 deltagare. Parks själv vann denna första tävling.
1980 grundades en nationell organisation för rullstolstennisen i USA.
1981 skapades en spelarorganisation för att öka spelarnas inflytande.
1983–1984 sprider sig rullstolstennisen till fler och fler länder, bland annat Japan och England.
1985 hölls första upplagan av World Team Cup, rullstolstennisens lag-VM.
1988 startades International Wheelchair Tennis Federation, IWTF, av ITF och samtidigt antas regeln om två studs. Rullstolstennis är med som uppvisningssport på Paralympiska spelen i Seoul, Sydkorea.
1990 hölls det första sammanträdet för Rullstolstenniskommittén i Sverige.
1991 gavs möjligheten att organisera den internationella touren och starta en världsranking efter att NEC Corporation gick in som huvudsponsor.
1992 kom rullstolstennisen med som fullvärdig sport vid Paralympiska spelen i Barcelona, Spanien.
1993 inkluderade ITF rullstolstennisen inom tennisens regler och tillät rullstolstennisspelare att tävla i tennisturneringar för stående spelare.
1994 spelades den första mastersturneringen för de högst rankade spelarna.
1998 inkluderades rullstolstennisen som fullvärdig medlem i ITF och blev därmed första handikappsport att helt ingå i sin stående motsvarighets organisation.
2002 blev Australian Open den första grand slam-turneringen att inkludera rullstolstennisspelare.
2009 skedde en omstrukturering av rullstolstennistouren där nu samtliga grand slam-turneringar har en rullstolsklass.

## Klasser
Inom rullstolstennisen finns två klasser:
- Open för de med rörelsehinder i benen
- Quad för de med rörelsehinder, förutom i benen, i en eller båda armar

## Regler
Rullstolstennis spelas av individer med olika typer av rörelsehinder som gör dem rullstolsburna. Vanligt är tvärsnittslesioner efter olyckor, med förlamningar i ben och bål, men ibland även delvis i armarna. Bana, utrustning och regler är exakt lika vanlig tennis, med det enda undantaget att bollen får studsa två gånger i samband med grundslag, varvid andra studsen räknas som att vara i spel även utanför bangränsen. Denna modifiering föreslogs redan 1976 av Brad Parks efter omfattande träningsspel.
Rullstolen med hjulen räknas som en del av kroppen, varvid samma regler blir applicerbara som för vanlig tennis gällande situationer då bollen berör kroppen. I och med detta kan en rullstolsburen tennisspelare också med fördel spela mot en obehindrad spelare. Detta är till fördel inte minst i motionssammanhang men också i elitsammanhang i samband med träning.
Elitspelarna använder i princip samma slagrepertoar som i vanlig tennis. Grundslagen blir också av motsvarande kraft och djup. Tvåhandsfattning används dock inte, eftersom spelaren är tvungen att använda en hand för att styra rullstolen.

## Rullstolstennis i Sverige
Rullstolstennis administreras av en särskild rullstolskommitté inom Svenska Lawn-tennisförbundet. Svenska spelare deltar regelbundet i nationella, nordiska och övriga internationella turneringar. I Invacare World Team Cup, (WTC), tillhör Sverige de 16 bästa lagen i världen och kom 2005 på femte plats. Ledare för det svenska WTC-laget är Stig Ericson, som inom några års[när?] tid har möjlighet att föra laget till cup-seger.
Sveriges inofficielle juniorvärldsmästare Stefan Olsson (ett tag 5:a i världen) blev nordisk mästare år 2004. Han vann dubbelturneringen i Wimbledon både 2010 och 2019, senast med belgaren Joachim Gerard som dubbelpartner.
Sverige har haft deltagare i alla paralympiska sommarspel. Ett svenskt lag deltog med framgång i Paralympiska sommarspelen 2004 i Aten och vid Paralympiska sommarspelen 2008 i Peking vann Sverige silver i herrdubbel och quadsingel. Vid Paralympiska sommarspelen 2012 i London Sverige guld i herrdubbel. Bland svenska elitspelare kan nämnas Peter Wikström, Niclas Larsson, Johan Haglund samt Mathias Åström. 
Vid lag-VM i Stockholm 2007 vann Japan före Nederländerna och Sverige.
I lag-VM 2008 i Italien vann Sveriges herrlag över Frankrike i finalen. Sverige vann även i Turkiet 2010.